# Fine Time (New Order)
Fine Time è un singolo del gruppo rock-synthpop britannico New Order pubblicato dalla Factory Records nel 1988 per promuovere l'album Technique, rilasciato l'anno successivo. 
È stato un piccolo inno del circuito house inglese dagli ultimi anni Ottanta fino ai primi Novanta, una traccia importante della scena di Madchester e della sua musica, nonché uno dei principali ispiratori degli artisti techno che sono venuti più avanti. Il B-side scelto fu Fine Line, che è semplicemente la sua versione strumentale.
Per quanto riguarda il titolo, Stephen Morris raccontò: «La mia auto era stata rimorchiata via e ho dovuto ricordare a me stesso di andare a pagare la multa. Avevo appena scritto "Fine Time" su questo pezzo di carta per farlo e ho subito pensato che sarebbe stato un buon titolo.»"

## Lista delle tracce
Testi e musiche di Gillian Gilbert, Peter Hook, Stephen Morris e Bernard Sumner.

### 7": FAC 223/7 (UK)
1. Fine Time - 3:08
2. Don't Do It - 4:36

### 2" #1: FAC 223 (UK)
1. Fine Time - 4:42
2. Don't Do It - 4:36
3. Fine Line - 4:43

### 12" #2: FAC 223R (UK) -Fine Time Remix
1. Fine Time (Silk Mix) - 6:15
2. Fine Time (Messed Around Mix) - 4:35
3. Fine Time202 - 5:43
4. Fine Time303 - 6:23
5. Fine Time707 - 3:59
6. Fine Time0101 - 5:32 (remixato da Justin Strauss)
7. Fine Time 909 (Mellow Birds Mega Edit) - 7:05
8. Fine Time 909 - 9:52
9. Finetime (Groover Jeep Mix) - 8:22
10. Finetime(808:98) - 5:56
11. Finetime(808:98) (Edit) - 3:36
12. Fine Time 212- 6:49 (remixato da Justin Strauss)
13. Fine Time 516 - 6:42 (remixato da Justin Strauss)
14. Fine Time 718 - 5:46 (remixato da Justin Strauss)

### CD: FACD 223 (UK)
1. Fine Time" (7" edit) - 3:08
2. Fine Time (Silk Mix) - 6:15
3. Fine Time" (Messed Around Mix) - 4:35
4. Fine Time202 - 5:43
5. Fine Time303 - 6:23
6. Fine Time707 - 3:59
7. Fine Time0101 - 5:32 (remixato da Justin Strauss)
8. Fine Time 909 (Mellow Birds Mega Edit) - 7:05
9. Fine Time 909 - 9:52
10. Finetime (Groover Jeep Mix) - 8:22
11. Finetime(808:98) - 5:56
12. Finetime(808:98) (Edit) - 3:36
13. Fine Time 212- 6:49 (remixato da Justin Strauss)
14. Fine Time 516 - 6:42 (remixato da Justin Strauss)
15. Fine Time 718 - 5:46 (remixato da Justin Strauss)
16. Don't Do It

## Classifiche
| Classifica (1988)                 | Posizione massima |
| --------------------------------- | ----------------- |
| Australia (ARIA)                  | 20                |
| Irlanda                           | 9                 |
| Italia                            | 50                |
| Nuova Zelanda                     | 3                 |
| Spagna                            | 20                |
| Regno Unito                       | 11                |
| Regno Unito (independent)         | 1                 |
| Stati Uniti (alternative)         | 3                 |
| Stati Uniti (hot dance)           | 3                 |
| Stati Uniti (hot dance club play) | 2                 |